# 真犯人 (翔田寛の小説)
『真犯人』（しんはんにん）は、翔田寛による日本の小説。日下警部補シリーズの第1作。小学館の『STORY BOX』において、2012年7月号から2013年11月号まで「誘拐時効」のタイトルで連載された。2015年10月に単行本、2018年8月に小学館文庫が刊行された。第19回大藪春彦賞候補。
41年前に発生し未解決のままになっている誘拐殺人事件において二度の敗北を喫した警察が、静岡県で発生した殺人事件の捜査と合わせて威信を掛けた三度目の捜査を行うさまを描く。
2018年秋にWOWOWの「連続ドラマW」枠でテレビドラマ化された。

## あらすじ
平成27年（2015年）、静岡県の東名高速道路の脇で須藤勲の遺体が発見される。須藤の殺人事件を捜査する日下悟は、須藤が41年前に息子を誘拐事件で亡くしたという情報を得る。日下は殺人事件と41年前の誘拐事件がつながっていると考え、誘拐事件の時効1年前に特殊捜査班の管理官として事件を再捜査し、既に警察を辞めている重藤成一郎に話を聞きに行く。
昭和49年（1974年）、三島市に引っ越してきたばかりの尾畑家の5歳の息子・守が誘拐された。犯人からの電話の録音・逆探知に失敗し、身代金の受け渡し現場にも犯人が現れなかったため、捜査は難航。事件発生から23日後、守は多摩川の水中で発見された。
その14年後の昭和63年（1988年）、誘拐事件の時効まであと1年に迫っていた。重藤は新任の本部長・榛泰秀から特別捜査班を編成して誘拐事件を再捜査することを命じられる。重藤は特別捜査班に選ばれた6名の捜査官に、直接すべての事件現場に行き、すべての事件関係者と証拠品を調べなおす「直当たり」を指示する。捜査員によって3つの筋読みが示され、それを1つに絞り込もうとしていた矢先、捜査は最悪の結末を迎えてしまう。

## 登場人物

### 平成27年の警察関係者
日下悟（くさか さとる）
裾野警察署所属。警部補。40代半ば。
柳栄次郎（やなぎ えいじろう）
巡査部長。30代前半。
木曽紀夫（きそ のりお）
係長。警部。

### 被害者とその家族
尾畑守（おばた まもる）
昭和49年の誘拐事件の被害者。享年5歳。
尾畑理恵（おばた りえ）
守の姉。昭和49年は7歳。昭和63年は看護学校の学生。平成27年は48歳で、富士市駅前の総合病院で看護師長として働く。
須藤勲（すどう いさお）
守の父。中古車販売会社の営業マン。誘拐事件が起きる2か月ほど前に、妻と離婚している。平成27年に東名高速道路上り線脇で遺体で発見される。
尾畑小枝子（おばた さえこ）
守の母。昭和49年、富士市の実家を出て、三島市の借家で子供二人と新生活を始めようとするが、引っ越し直後に誘拐事件が発生する。
尾畑清三（おばた せいぞう）
守の祖父で、小枝子の父。資産家。妻の房子（ふさこ）は昭和49年時点で既に亡くなっている。

### 昭和63年の警察関係者
重藤成一郎（しげとう せいいちろう）
昭和49年は、三島署の課長補佐で警部補。誘拐事件には応援部隊として捜査に参加した。昭和63年はノンキャリアの警視。磐田署副署長から特別捜査班の管理官となる。平成27年は70歳くらいで、妻と熱海市に住んでいる。
榛泰秀（はしばみ やすひで）
静岡県警の本部長。誘拐事件の真相解明に興味はなく、世間に一生懸命捜査したということをアピールしようとしている。
寺嶋正志（てらしま まさし）
三島警察署所属。刑事課長。誘拐事件の継続捜査班の指揮をしていた。特別捜査班からは外されたため、重藤のことを快く思っていない。

#### 特別捜査班の捜査員
勝田久作（かつた きゅうさく）
警部補。髪型はリーゼント。継続捜査班からの合流組。血の気が多く、独断で捜査を進めようとする。
庄司修（しょうじ おさむ）
巡査部長。小太りの男。継続捜査班からの合流組。勝田は卒業配置の地域課の先輩にあたる。
小此木晴彦（おこのぎ はるひこ）
下田警察署所属。警部補。眼鏡をかけている。
白石聡（しらいし さとし）
藤枝警察署所属。長身。
間島健二（まじま けんじ）
榛原警察署所属。特別捜査班の中で最も若い30代。
辰川忠雄（たつかわ ただお）
新井警察署の生活安全課に所属。警部補。もうすぐ定年を迎える。重藤とは20年来の付き合いで、刑事課にいた頃に重藤を指導した。

### その他
佐藤文也（さとうふみや）
昭和63年は駿河日報の記者をしている。
蒲池花世（かまち はなよ）
誘拐事件が起きたときの尾畑家の隣人。
米山克己（よねやま かつみ）
昭和49年は大学4年生。昭和63年は家を出て蒲田で働いている。

## 書誌情報
- 単行本：2015年10月26日発売[3]、小学館、ISBN 978-4-09-386425-1
- 文庫本：2018年8月7日発売[4]、小学館文庫、ISBN 978-4-09-406543-5

## テレビドラマ
WOWOWの「連続ドラマW 日曜オリジナルドラマ」にて、2019年9月23日から10月21日まで放送された。全5話。主演は上川隆也。

### キャスト
- 重藤成一郎 - 上川隆也
- 日下悟 - 小泉孝太郎[5]
- 尾畑理恵 - 内田有紀[5]
- 小此木晴彦 - 甲本雅裕
- 勝田久作 - 田中要次
- 庄司修 - 浜田学
- 間島健二 - 森岡龍
- 白石聡 - 清水伸
- 尾畑小枝子 - 長野里美[7]
- 木曽紀夫 - 池内万作
- 重藤の妻 - 中込佐知子
- 蒲池花世 - 川俣しのぶ
- 柳栄次郎 - 和泉崇司
- 米山克己 - 夙川アトム
- 寺嶋正志 - モロ師岡
- 佐藤文也 - 近藤芳正
- 須藤勲 - 尾美としのり[8]
- 尾畑清三 - 北見敏之
- 辰川忠雄 - でんでん
- 榛泰秀 - 高嶋政伸[5]

### スタッフ
- 原作 - 翔田寛『真犯人』（小学館文庫）
- 監督 - 村上正典
- 脚本 - 池田奈津子
- 音楽 - やまだ豊
- プロデューサー - 青木泰憲、高橋萬彦
- 制作協力 - 共同テレビ
- 製作著作 - WOWOW

### 放送日程
| 話数   | 放送日   |
| ------ | -------- |
| 第一話 | 09月23日 |
| 第二話 | 09月30日 |
| 第三話 | 10月07日 |
| 第四話 | 10月14日 |
| 最終話 | 10月21日 |

| WOWOW 連続ドラマW 日曜オリジナルドラマ     | WOWOW 連続ドラマW 日曜オリジナルドラマ | WOWOW 連続ドラマW 日曜オリジナルドラマ          |
| 前番組                                     | 番組名                                 | 次番組                                          |
| ------------------------------------------ | -------------------------------------- | ----------------------------------------------- |
| 黒書院の六兵衛 （2018年7月22日 - 8月26日） | 真犯人 （2018年9月23日 - 10月21日）    | パンドラIV AI戦争 （2018年11月11日 - 12月16日） |

## オーディオブック
文庫版が2025年1月24日よりAudibleで配信された。ナレーターは金城慶。